# Elena Georguievna de Leuchtenberg
Elena Georguievna de Leuchtenberg (ros. Елена Георгиевна Рома́новская); Helena Georgijewna Romanowa, księżna Leuchtenbergu, (ur. 15 stycznia 1892, zm. 6 lutego 1971) – córka Georgija Maksimilianowicza Romanowa VI księcia Leuchtenbergu i jego drugiej żony, księżniczki Anastazji Czarnogórskiej. Była żoną (od 1917 r.) polskiego arystokraty, hrabiego Stefana Tyszkiewicza, inżyniera wynalazcy i producenta samochodów osobowych.

## Życie prywatne i rodzina
Helena Georgijewna urodziła się w Nicei we Francji. Była córką Georgija Maksimilianowicza, szóstego księcia Leuchtenbergu i jego drugiej żony, księżniczki Anastazji Czarnogórskiej. Jej dziadkami ze strony ojca byli Maximilian de Beauharnais, trzeci książę Leuchtenbergu i wielka księżna Maria Nikołajewna Romanowa, a jej dziadkami ze strony matki był król Czarnogóry Mikołaj I i Milena Vukotić.
18 lipca 1917 r. w Jałcie na Krymie Helena poślubiła polskiego hrabiego Stefana Tyszkiewicza. Podczas I wojny światowej Stefan Tyszkiewicz pełnił funkcję adiutanta wielkiego księcia Mikołaja Mikołajewicza Romanowa. Helena była jego pasierbicą, gdyż jej matka wyszła drugi raz za mąż za księcia Mikołaja. Helena i Stefan Tyszkiewiczowie w latach międzywojennych mieszkali w Warszawie i tam urodziło się ich jedyne dziecko, córka Natalia Tyszkiewiczówna (1921–2003), która nigdy nie wyszła za mąż ani nie miała dzieci. W 1939 roku majątek rodziny Tyszkiewiczów w Landwarowie koło Wilna został przez sowieckie władze znacjonalizowany, a Stefan Tyszkiewicz zaciągnął się do armii gen. Andersa. Natomiast Helena Gieorgijewna wyjechała do Włoch i zamieszkała u swojej rodziny (była siostrzenicą królowej Włoch Heleny) i tam pozostała aż do śmierci. Zmarła w Rzymie w 1971 r. i została pochowana na rzymskim cmentarzu Testaccio.

## Herby używane
Od urodzenia nosiła herby (duże i małe), zatwierdzone dla księżniczek i księżnych Romanowych z Leuchtenbergu. Po ślubie nosiła herb hrabiego Tyszkiewicza Leliwę. 

Duży herb księżniczek Romanowych z Luechtenbergu.
Mały herb księżniczek Romanowych z Luechtenbergu.
Herb Tyszkiewiczów - Leliwa.